# 블레스 (프로게이머)
블레스(본명: 최현웅, 1996년 10월 23일 ~ )는 대한민국의 전직 리그 오브 레전드 프로게이머이다. 포지션은 정글이며, 아이디는 Bless를 사용했다.

## 선수 생활
2016년 3월, ESC 에버에 입단하면서 프로 커리어를 시작했다. 스프링 마지막 경기에서 프로 데뷔전을 치렀다. 포스트시즌에서도 좋은 모습을 보이며 팀의 챌린저스 우승에 기여했다. 승강전에서도 좋은 모습을 보이면서 팀의 LCK 승격에 기여했다. 서머 시즌에는 좋지 못한 모습을 여러 차례 보여주었지만 승강전에서 좋은 모습을 보여주며 팀의 잔류에 기여했다.
2017 스프링 시즌에서는 초반 좋은 모습을 보여주었지만 갈수록 기복이 있는 모습을 보여주었다. 서머 시즌에서도 좋지 못한 모습을 보여주었다. 2017시즌이 종료된 후 팀에서 퇴단했다.
2018년 4월, LOL 트라이아웃에 참가했다. 2018년 6월, ES 샤크스에 입단했다. 서머 시즌 오락가락한 모습을 보여주었다. 시즌 종료 이후 팀에서 퇴단했다.

## 소속팀
| # | 팀명      | 소속 기간             | 소속 리그 | 비고 |
| - | --------- | --------------------- | --------- | ---- |
| 1 | ESC 에버  | 2016.03.28~2017.11.20 | CK LCK    |      |
| 2 | ES 샤크스 | 2018.06.01~2018.12.13 | CK        |      |

## 수상 내역
- 리그 오브 레전드 챌린저스 코리아 스프링 2016 우승